# Chrysokoll
Chrysokoll, auch als Chrysokolla, Kieselkupfer, Kieselmalachit, Kupferkiesel, Kupfergrün oder Berggrün bekannt, ist ein häufig vorkommendes Mineral aus der Mineralklasse der „Silicate und Germanate“. Es kristallisiert im orthorhombischen Kristallsystem mit der ungefähren chemischen Zusammensetzung Cu4H4[(OH)8|Si4O10] · n H2O und entwickelt überwiegend mikrokristalline, nierige bis traubige, stalaktitische oder körnige bis erdige Mineral-Aggregate und krustige Überzüge in fleckiger, blaugrüner Farbe verschiedener Tönungen.

## Etymologie und Geschichte
Chrysokoll ist bereits seit der Antike bekannt. Der Name ist eine Zusammensetzung der griechischen Wörter χρυσός chrysos (Gold) und κόλλα kolla (kleben), sinngemäß also Goldleim, da es als auch Borax genanntes Hilfsmittel in der antiken Goldschmiedekunst, der Granulation, diente. Im Gegensatz zu diesem natürlich vorkommenden Berggrün, wurde Chrysokoll früher auch aus Kupferrost und Kinderharn hergestellt.

## Klassifikation
In der veralteten 8. Auflage der Mineralsystematik nach Strunz gehörte der Chrysokoll zur Mineralklasse der „Silikate“ und dort zur Abteilung „Schichtsilikate (Phyllosilikate)“, wo er gemeinsam mit Ablykit, Hydrohalloysit und Halloysit in der „Halloysit-Reihe (dioktaedrisch)“ mit der Systemnummer VIII/E.11a steht.
In der zuletzt 2018 überarbeiteten Lapis-Systematik nach Stefan Weiß, die formal auf der alten Systematik von Karl Hugo Strunz in der 8. Auflage basiert, erhielt das Mineral die System- und Mineralnummer VIII/E.21-020. Dies entspricht der Klasse der „Silikate“ und dort der Abteilung „Ringsilikate“, wo Chrysokoll zusammen mit Dioptas eine unbenannte Gruppe mit der Systemnummer VIII/E.21 bildet.
Die von der International Mineralogical Association (IMA) zuletzt 2009 aktualisierte 9. Auflage der Strunz’schen Mineralsystematik ordnet den Chrysokoll in die Klasse der „Silikate und Germanate“ und dort in die Abteilung „Schichtsilikate (Phyllosilikate)“ ein. Hier ist das Mineral in der Unterabteilung „Schichtsilikate (Phyllosilikate) mit Kaolinitschichten, zusammengesetzt aus tetraedrischen und oktaedrischen Netzen“ zu finden, wo es zusammen mit Allophan, Imogolith und Neotokit eine unbenannte Gruppe mit der Systemnummer 9.ED.20 bildet.
In der vorwiegend im englischen Sprachraum gebräuchlichen Systematik der Minerale nach Dana hat Chrysokoll die System- und Mineralnummer 74.03.02.01. Das entspricht der Klasse der „Silikate“ und dort der Abteilung „Schichtsilikate: modulierte Lagen“. Hier findet er sich innerhalb der Unterabteilung „Schichtsilikate: modulierte Lagen mit verbundenen Streifen“ als einziges Mitglied in einer unbenannten Gruppe mit der Systemnummer 74.03.02.

## Kristallstruktur
Chrysokoll kristallisiert orthorhombisch in einer nicht näher bestimmten Raumgruppe mit den Gitterparametern a = 5,72 bis 5,92 Å; b = 17,7 bis 18,0 Å und c = 8,00 bis 8,28 Å sowie 2 Formeleinheiten pro Elementarzelle.

## Eigenschaften
Chrysokoll ist vor dem Lötrohr unschmelzbar. In Salzsäure löst er sich auf und scheidet dabei pulverförmiges SiO2 ab.

## Bildung und Fundorte

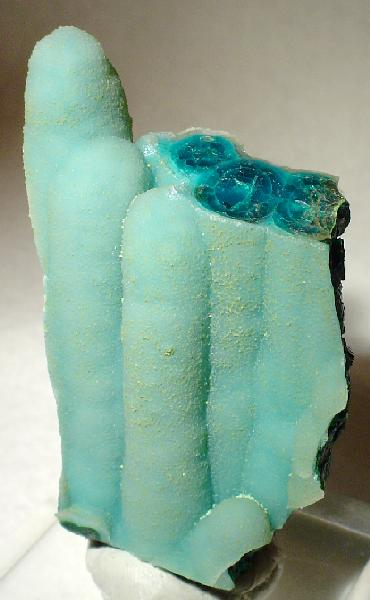
Stalaktitischer Chrysokoll aus der Ray Mine in den Scott Mountain, Arizona, USA

Chrysokoll ist ein typisches Sekundärmineral, das durch Umwandlung (Verwitterung, Metamorphose) aus anderen Kupfer-Mineralen hervorgeht. Zusammen mit Azurit, Malachit, Cuprit und anderen findet es sich daher vorwiegend in Kupfer-Lagerstätten.
Weltweit konnte Chrysokoll bisher (Stand: 2010) an mehr als 2700 Fundorten nachgewiesen werden, so unter anderem in Broken Hill in Australien, Saida/Kreischa, Schneeberg (Sachsen), Lauterberg und Kupferberg in Deutschland, Mednorudnyansk/Ural in der Russischen Föderation sowie Bisbee und Morenci in den USA.

## Verwendung

### Als Rohstoff
Bei lokaler Häufung dient Chrysokoll als Kupfererz. Als Kupfermineral wirkt es toxisch auf bestimmte Lebewesen und wird deshalb unter anderem als Antifouling-Zusatz für Unterwasseranstriche vor allem im Schiffbau verwendet.

### Als Schmuckstein

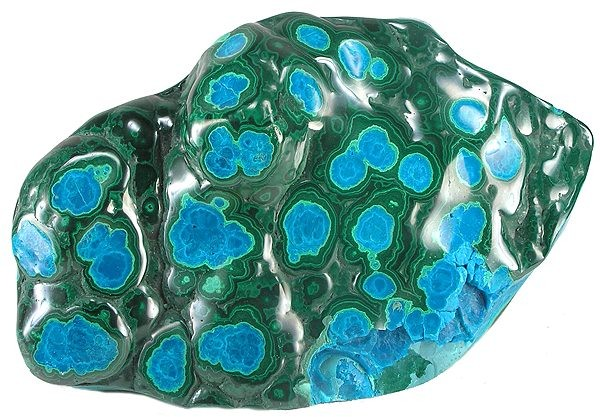
Mineral-Aggregat aus Malachit und Chrysokoll, poliert

Chrysokoll ist wegen seiner lebhaft blau-grün getupften Oberfläche ein beliebter Schmuckstein. Allerdings reagiert der Stein aufgrund seiner geringen Härte, Wassereinlagerung und Rissneigung sehr empfindlich auf größere Erwärmungen sowie physikalische und chemische Beanspruchung.
Im Handel sind zudem zwei sehr ähnliche Mineralverwachsungen (Gesteine) erhältlich: Chrysokollquarz ist ein Gemenge aus Chrysokoll und Quarz. Eilatstein ist eines aus Chrysokoll, Malachit und Türkis. Ein weiterer, irreführender Handelsname ist Azulita für eine Verwachsung aus Chrysokoll, Azurit, Malachit, Cuprit und Dioptas.